# Timo Bernhard

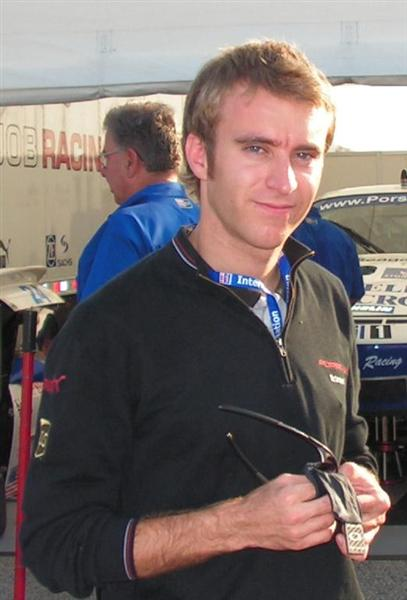
Timo Bernhard, 2005

Timo Bernhard (Homburg, 24 februari 1981) is een Duits autocoureur. In 2010 won hij de 24 uur van Le Mans met de Audi R15. In 2017 won hij opnieuw de 24 uurs race, dit keer in een Porsche 919 Hybrid samen met Brendon Hartley en Earl Bamber.
Sinds 29 juni 2018 staat het ronderecord (5:19.54) op de Nürburgring Nordschleife op zijn naam. Bernhard reed met een Porsche 919 EVO.

## Carrière
Vanaf het jaar 2002 is Timo Bernhard actief in de Le Mans Series en de American Le Mans Series. Hij is een van de vaste coureurs van het Porsche fabrieksteam, en komt voor dit merk uit in alle klassen binnen de Series. In 2009 komt Bernhard voor het eerst uit voor het Audi fabrieksteam tijdens de 24 uur van Le Mans, maar hij weet tijdens deze race geen opvallend resultaat te boeken. In 2010 komt hij opnieuw uit voor het team, en weet hij samen met zijn teamgenoten Mike Rockenfeller en Romain Dumas de race te winnen. Hij deed dit met de Audi R15 Plus met startnummer 9.

## Palmares
- Overall winnaar 24 uur van Le Mans: 2017
- Winnaar 6 Uur van Nürburgring: 2016
- Kampioen LMP2 ALMS: 2007, 2008
- Kampioen GT2 ALMS: 2004
- Winnaar GT-klasse 24 uur van Le Mans: 2002
- Overall winnaar 24 uur van Le Mans: 2010
- Winnaar GT-klasse 12 uur van Sebring: 2002
- Overall winnaar 12 uur van Sebring: 2008
- Winnaar LMP2-klasse Petit Le Mans: 2006
- Winnaar GT-klasse Petit Le Mans: 2003, 2004
- Overall winnaar 24 uur van Daytona: 2003
- Winnaar GT-klasse 24 uur van Daytona: 2002, 2003
- Winnaar 24 uur van de Nürburgring: 2006, 2007, 2008
- Kampioen Porsche Supercup: 2001